# 满洲乳业
满洲乳业株式会社是满洲国的一家公司，成立于1940年3月，总部位于满洲国新京:104。其主营业务为牛奶、乳制品的制造销售和牧场的经营:38。该公司在1942年被满洲明治製菓兼并:208。
日本公司明治制糖与在新京经营牧场的三宅滨治合作设立此公司，资本金150万元，其中明治制糖占69%的股份。:38

## 关联条目
- 明治制糖
- 满洲明治牛乳
- 东满殖产